# 1530

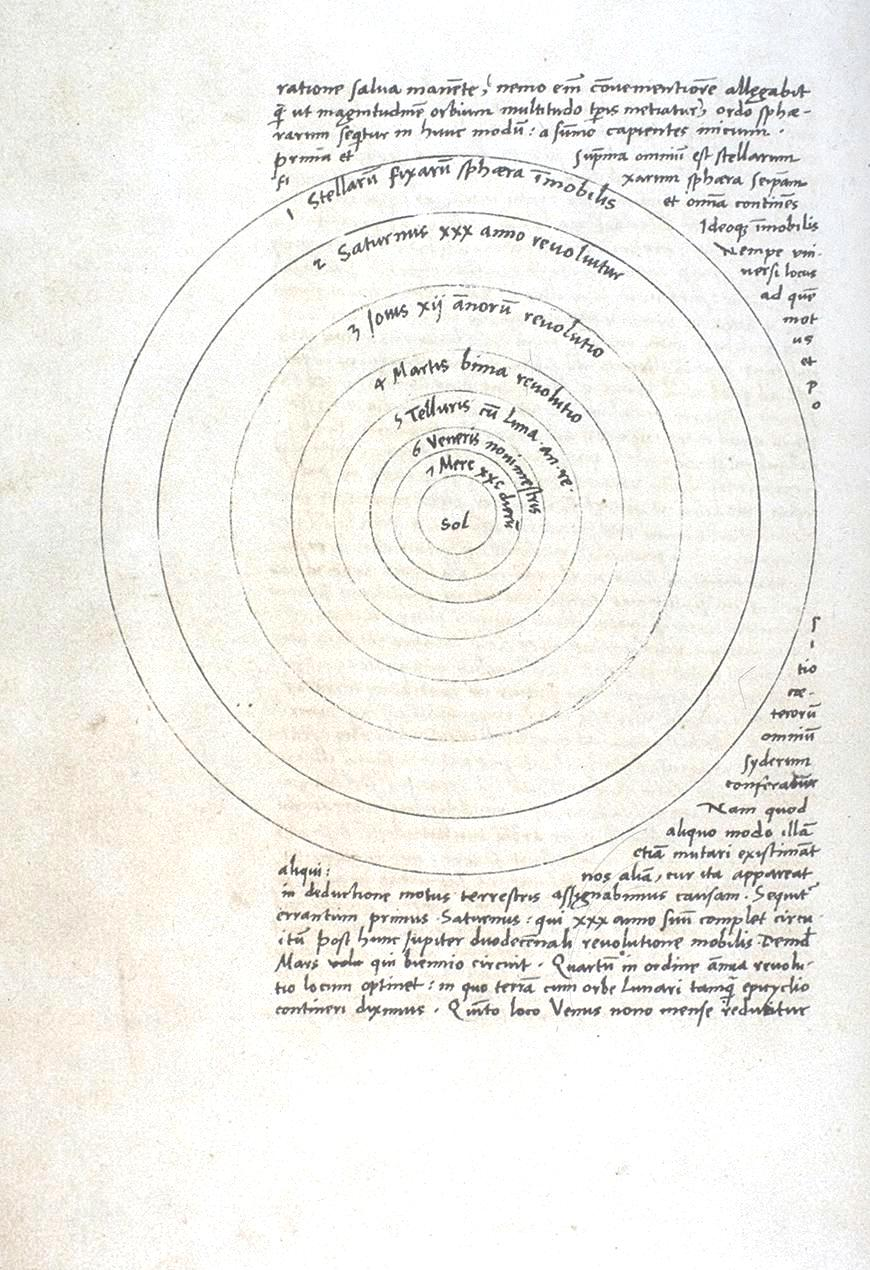
Copernicus' De revolutionibus orbium coelestium

Het jaar 1530 is het 30e jaar in de 16e eeuw volgens de christelijke jaartelling.

## Gebeurtenissen
januari
- 23 - Huwelijk van George I van Pommeren en Margaretha van Brandenburg.

februari
- 24 - Karel V wordt te Bologna tot keizer gekroond door paus Clemens VII.

maart
- 7 - Het verzoekschrift van de Engelse koning Hendrik VIII, gesteund door de adel en hoge geestelijkheid, om zijn huwelijk met Catharina van Aragon ongeldig te verklaren, wordt door de paus afgewezen.
- 23 - Keizer Karel V schenkt de eilanden Malta, Gozo en Tripolitana in leen aan de Johannieter Orde.

juni
- 25 - Op de Rijksdag van Augsburg wordt de Confessio Augustana van Philipp Melanchthon voorgelezen, een overzicht van de christelijke leerstellingen vanuit lutheraans perspectief.

augustus
- 3 - Slag bij Gavinana: Het keizerlijke leger onder Filibert van Chalon verslaat de Florentijnen onder Francesco Ferruccio dankzij versterkingen onder Fabrizio Maramaldo. Filibert en Ferruccio sneuvelen beiden. Florence verliest de hoop op een goede uitkomst.
- 3 - In het koninkrijk Napels wordt onderkoning Filibert van Chalon opgevolgd door Pompeo Colonna. Als prins van Orange wordt hij opgevolgd door zijn neef René van Nassau
- 10 - Einde van het Beleg van Florence. De familie de Medici herkrijgt de macht in Florence. Twee dagen later breekt in de stad de pest uit.
- 31 - Puerto Rico wordt getroffen door een orkaan.

oktober
- 1 - Hendrik III van Nassau-Breda en zijn gemalin Mencía de Mendoza worden ingehuldigd als Heer en Vrouwe van Breda.

november
- 5 - Sint-Felixvloed. Grote delen van Vlaanderen en Zeeland worden weggespoeld, waaronder geheel Noord-Beveland. Zeer vele doden. De stad Reimerswaal en tientallen dorpen gaan verloren. Het Verdronken land van Zuid-Beveland ontstaat.

zonder datum
- Rijksdag van Augsburg: Het Edict van Worms (de rijksban op Maarten Luther) wordt hernieuwd en het bisschoppelijk gezag in de protestantse landen moet worden hersteld.
- Na de dood van grootmogol Babur breken diverse opstanden uit tegen zijn zoon Humayun.
- Nuño Beltrán de Guzmán onderwerpt Michoacán en Jalisco en sticht een bruut regime.
- Francisco de Montejo onderwerpt Tabasco.
- Brazilië wordt een Portugese kolonie.
- Frans I van Frankrijk huwt Eleonora van Oostenrijk.
- Nieuw-Spanje wordt getroffen door een mazelen-epidemie.
- Diego de Ordás steekt de Atlantische Oceaan over om een kolonie te stichten bij de monding van de Amazone. Hij vindt deze niet, volgt de kust van Guyana en vaart de Orinoco en Meta op.
- Nikolaus Federmann reist zuidwestwaarts vanaf Coro tot de Rio Guanare.
- De Reformatie wordt doorgevoerd in Neuchâtel.
- Het markgraafschap Mantua onder Frederik II Gonzaga wordt verheven tot hertogdom.

## Beeldende kunst

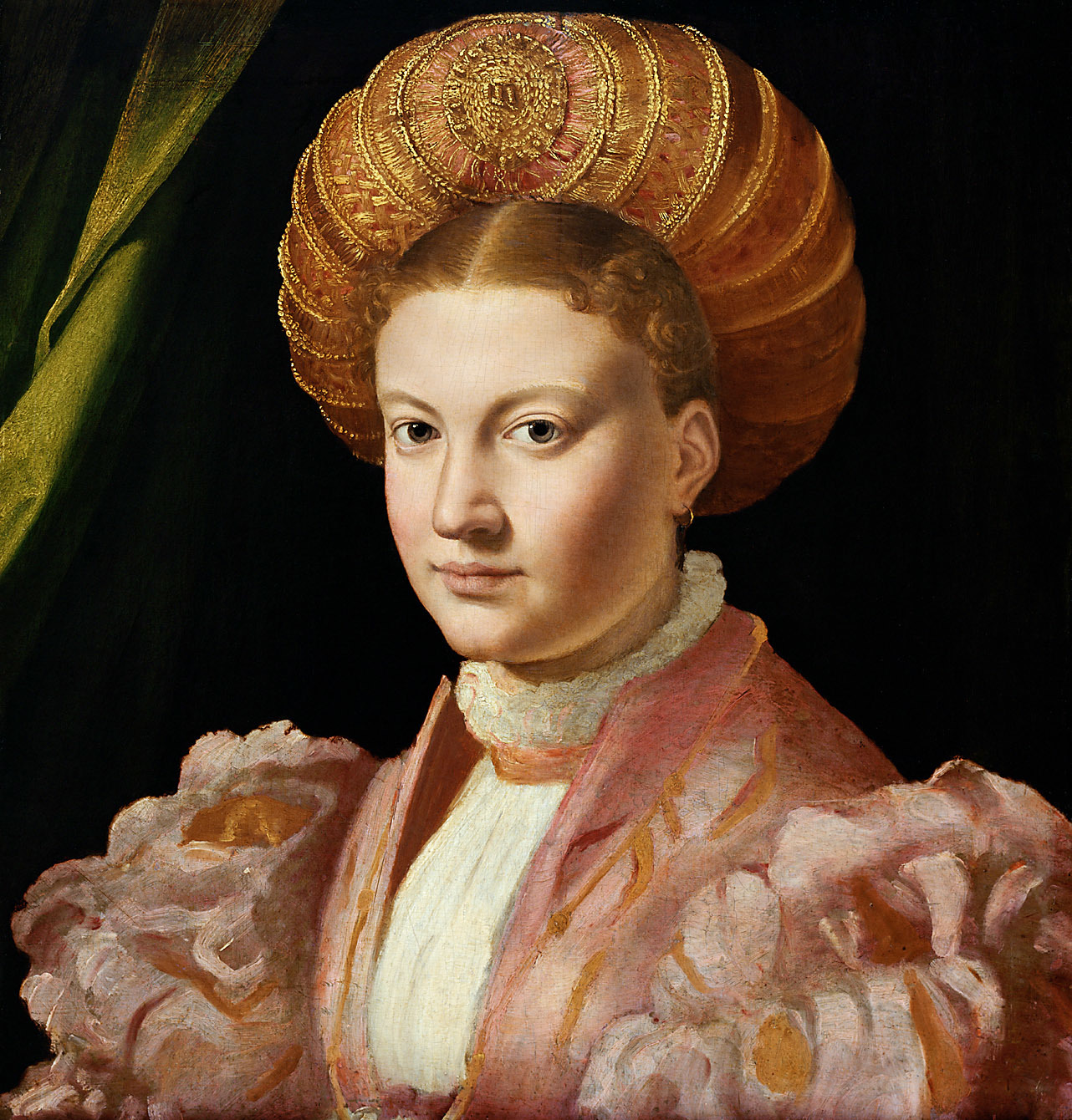
Parmigianino: Portret van Cecilia Gozzadini
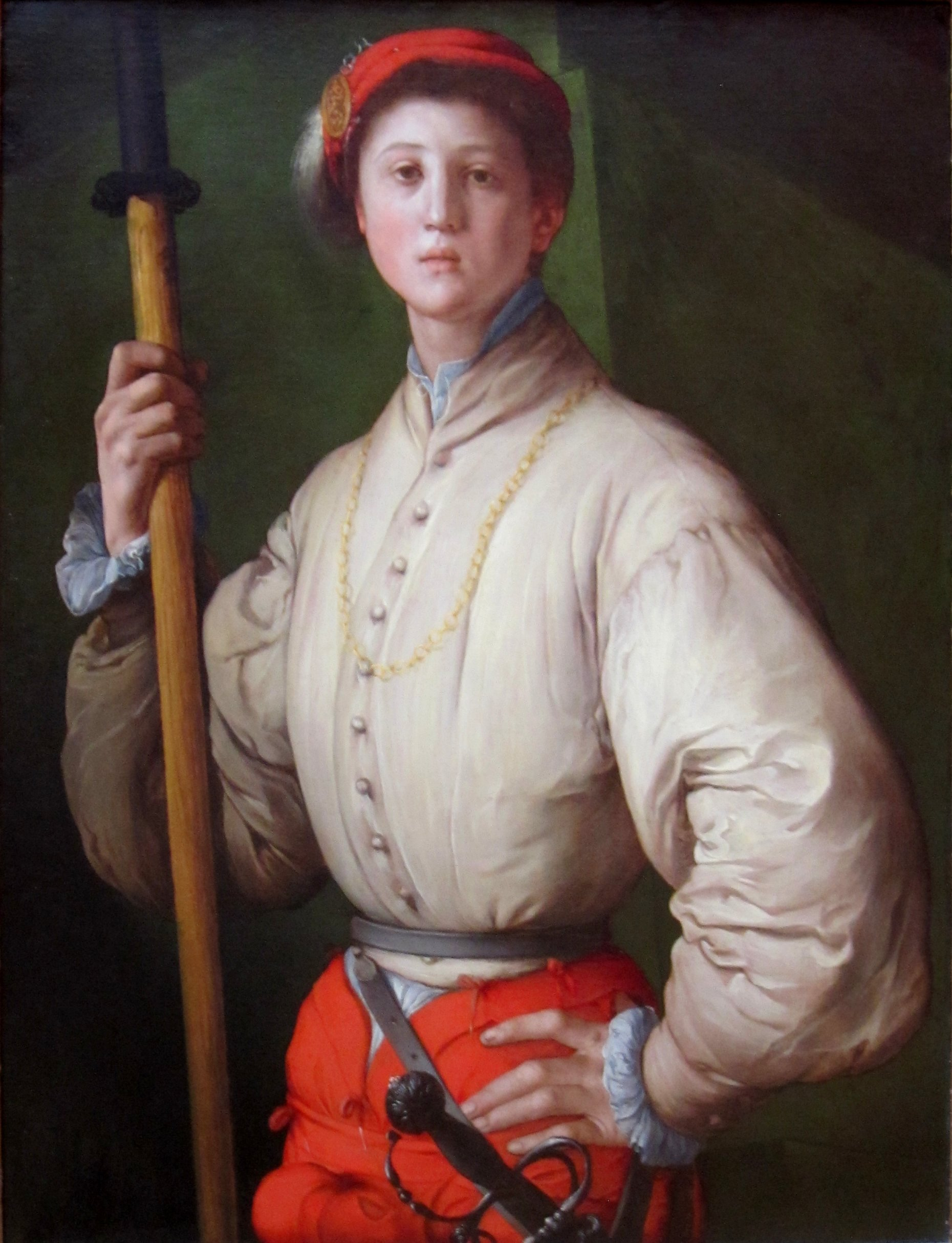
Jacopo Pontormo: Portret van een hellebaardier
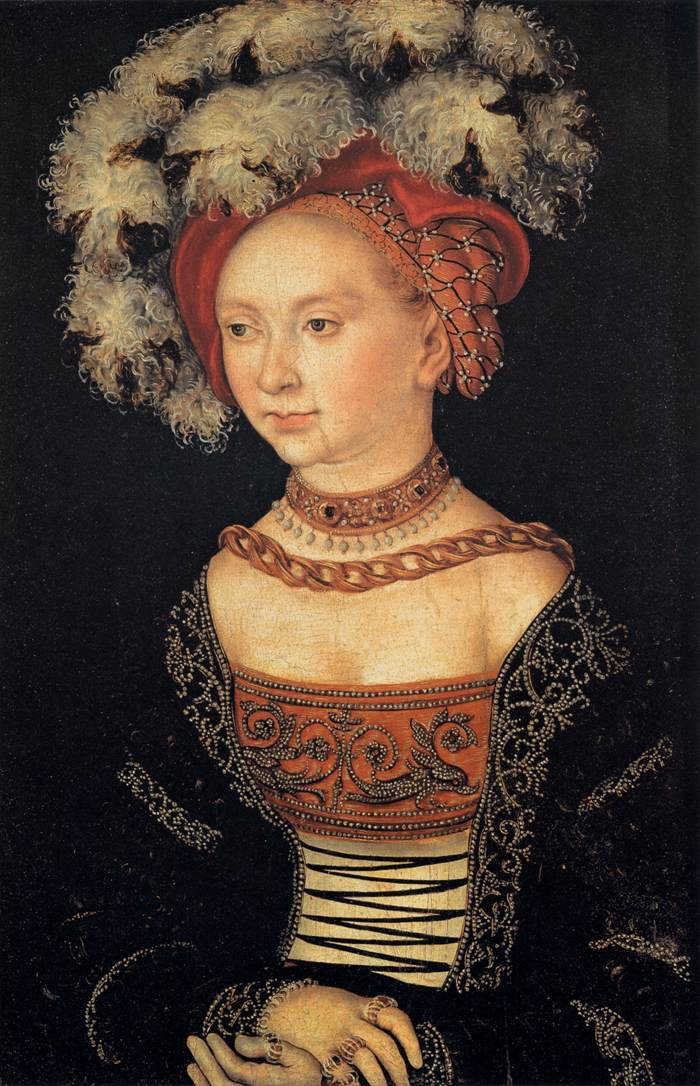
Lucas Cranach de Oude: Portret van een vrouw
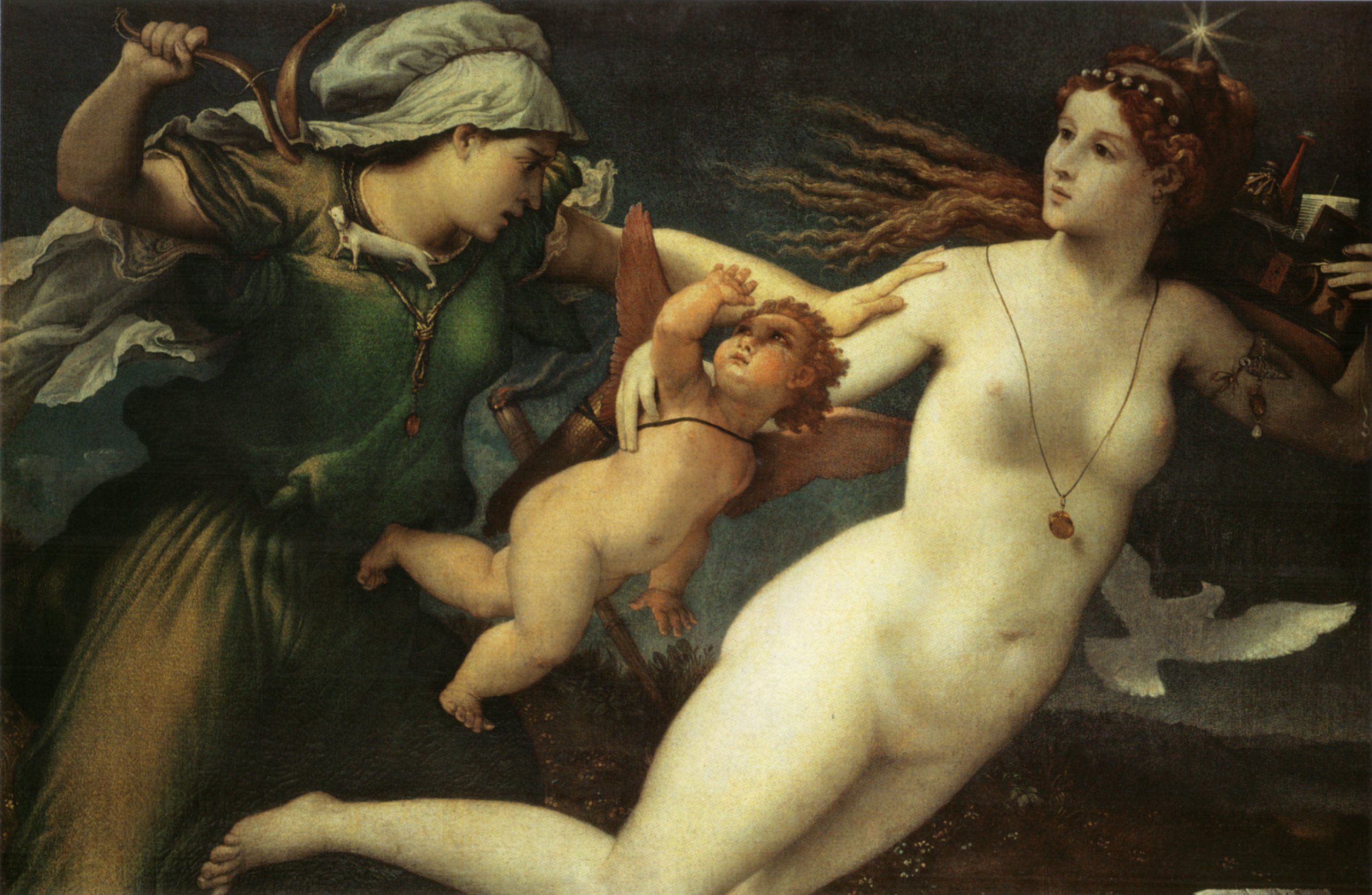
Lorenzo Lotto: Triomf der kuisheid
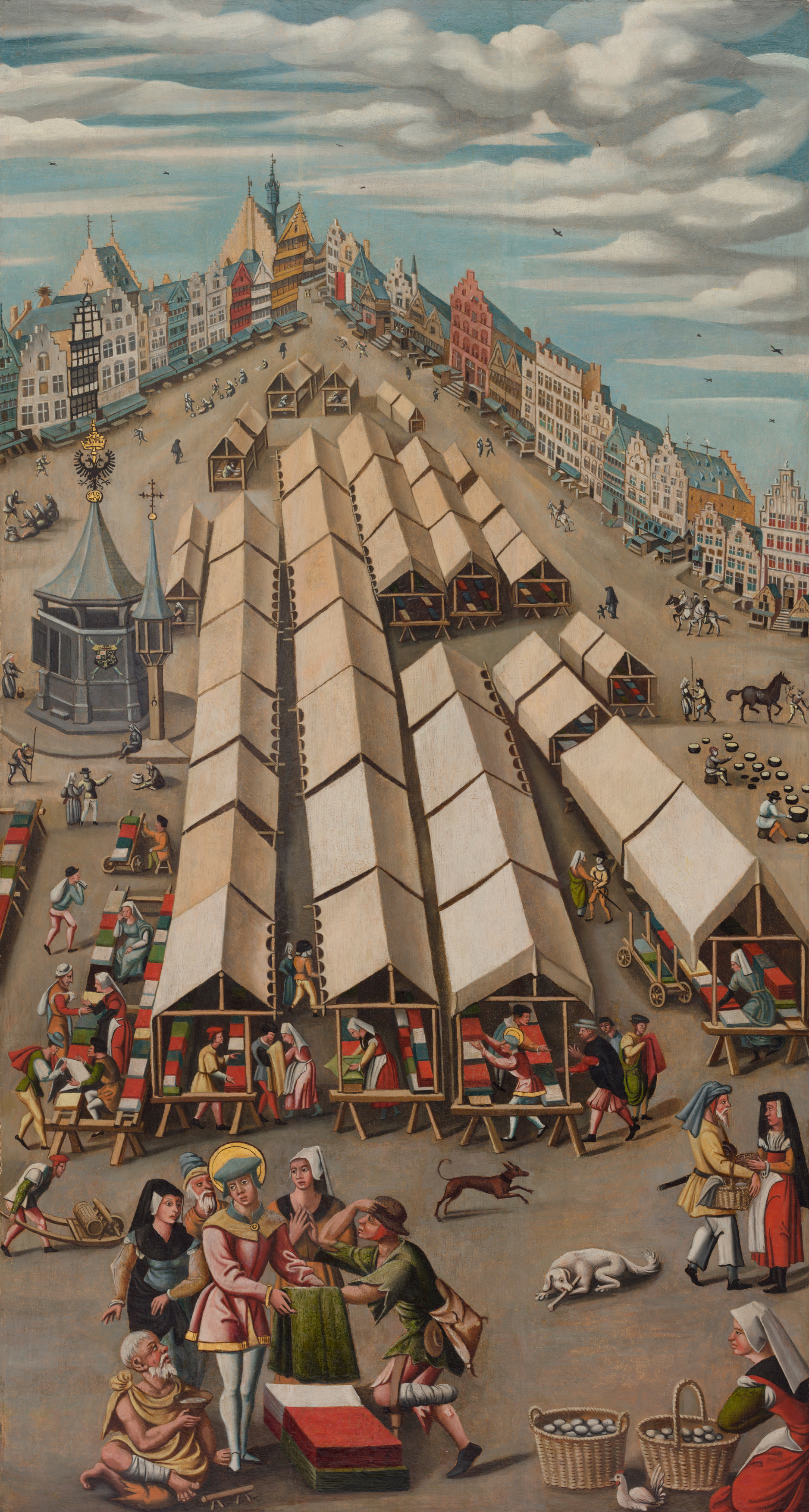
anoniem: De Lakenmarkt van 's-Hertogenbosch
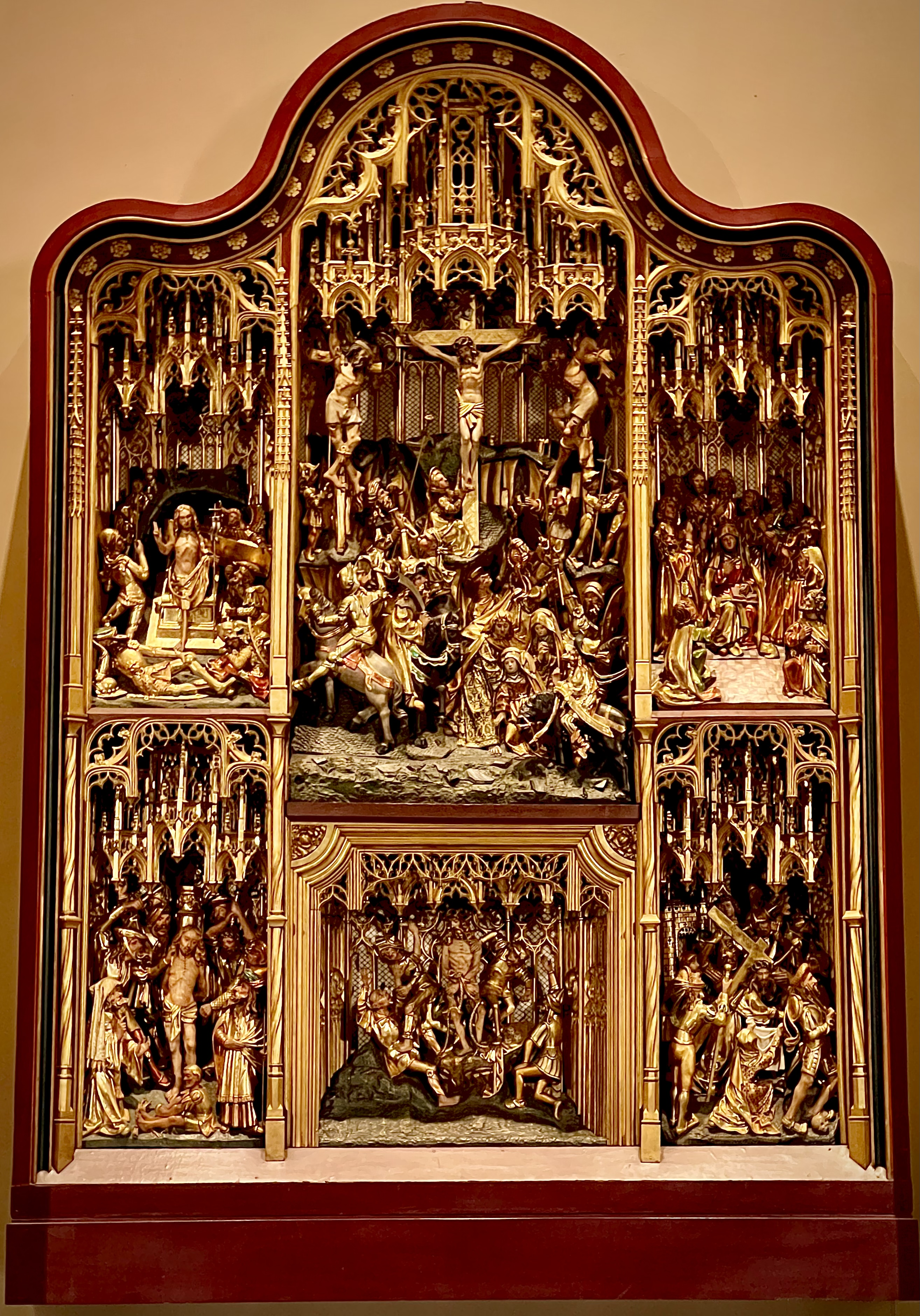
anoniem: Maastrichts passieretabel

## Opvolging
- Azteken (hueyi tlahtoani) - Andrés de Tapia Motelchiuh opgevolgd door Pablo Xochiquentzin
- Bentheim - Everwijn II opgevolgd door Arnold II van Bentheim-Steinfurt
- Bentheim-Steinfurt - Everwijn II opgevolgd door zijn zoon Arnold II
- Generalitat de Catalunya - Francesc de Solsona opgevolgd door Francesc Oliver de Boteller
- Florence - republiek vervangen door Alessandro de' Medici
- Mogolrijk - Babur opgevolgd door zijn zoon Humayun
- Monferrato - Bonifatius IV opgevolgd door zijn oom Johan George
- Montenegro - German II opgevolgd door Pavle
- Vietnam - Mạc Thái Tông als opvolger van Mạc Đăng Dung

## Afbeeldingen

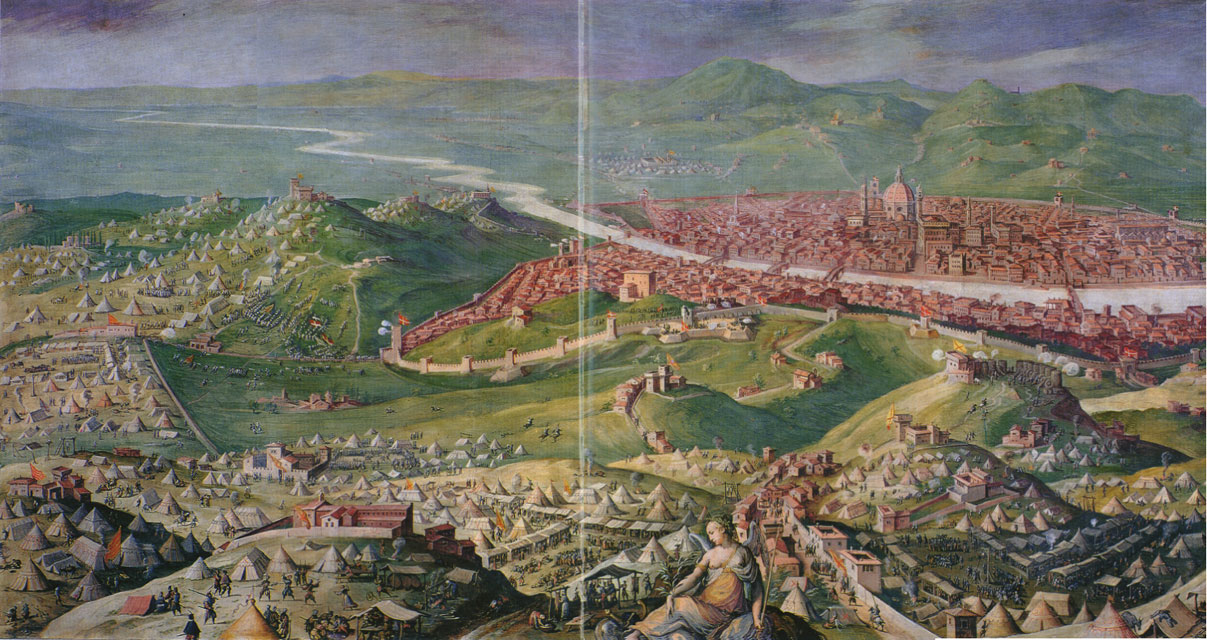
Beleg van Florence
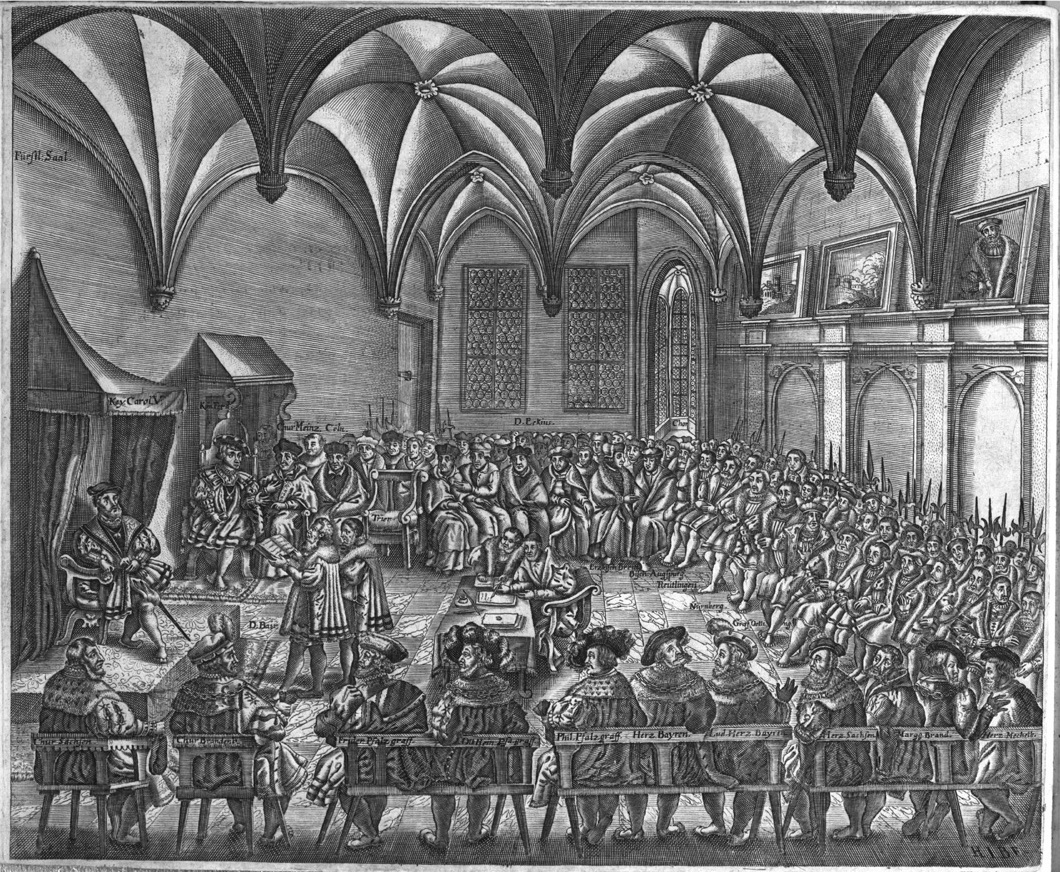
Voorlezing van de Confessio Augustana op de Rijksdag van Augsburg
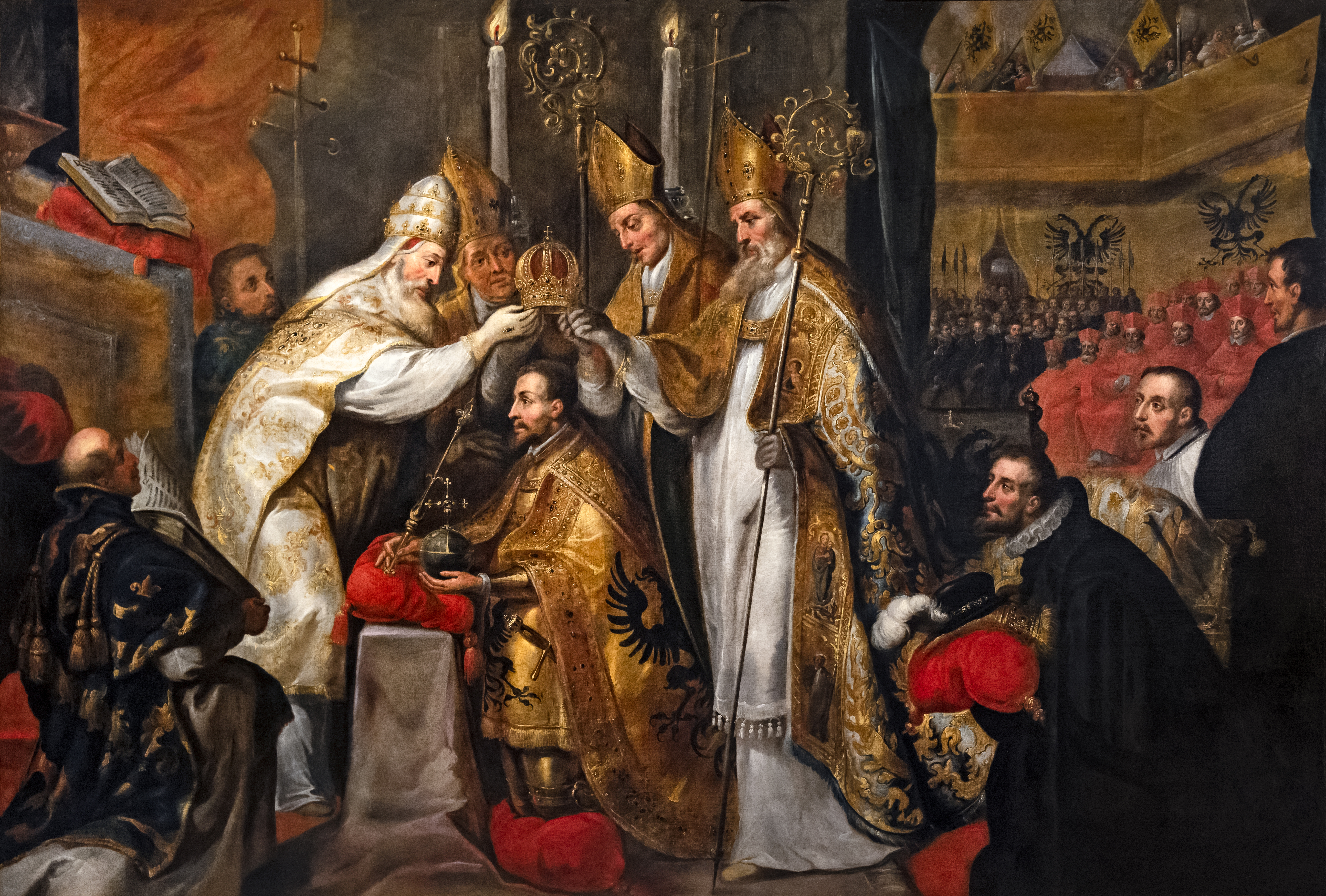
keizerskroning van Karel V
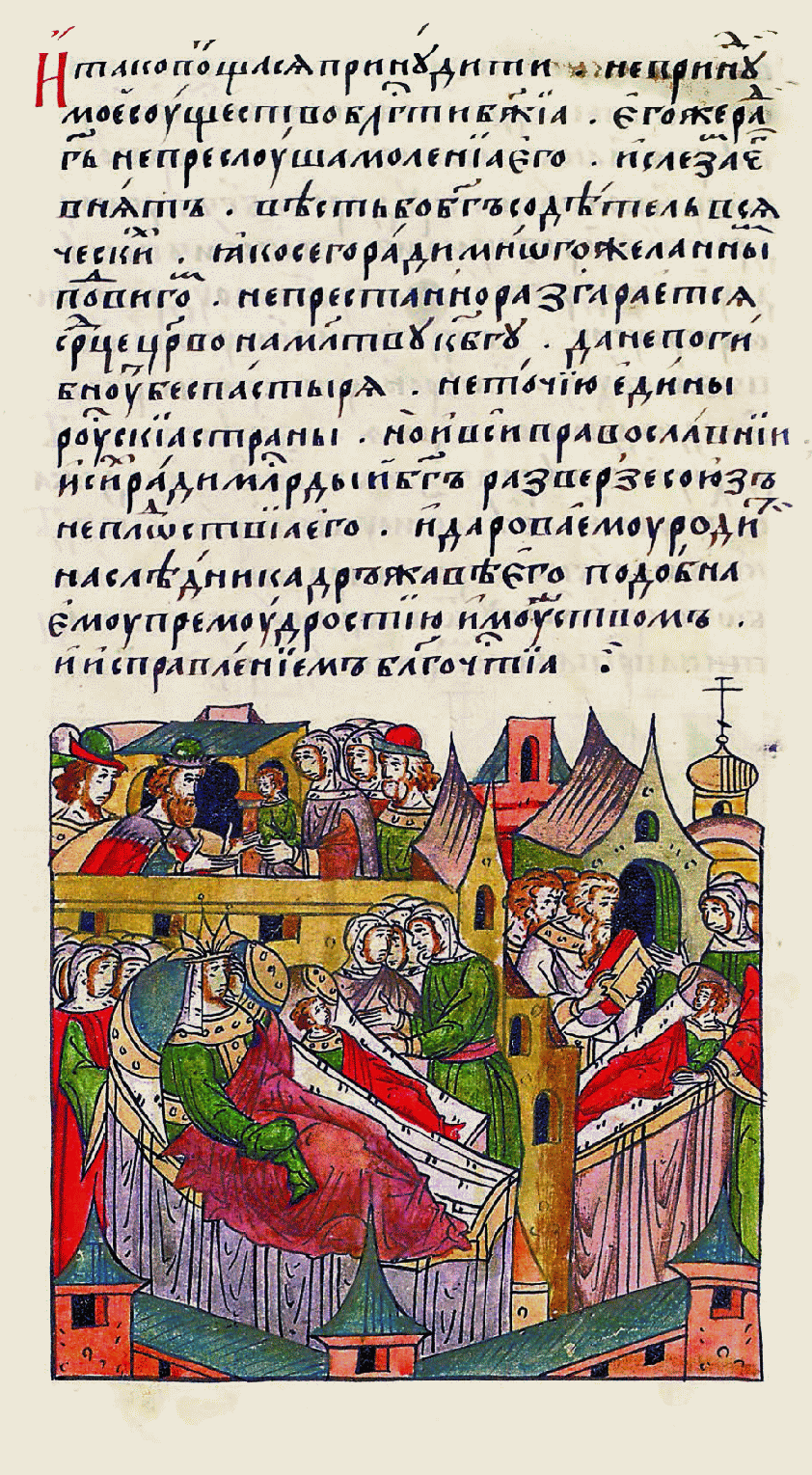
geboorte van Ivan IV
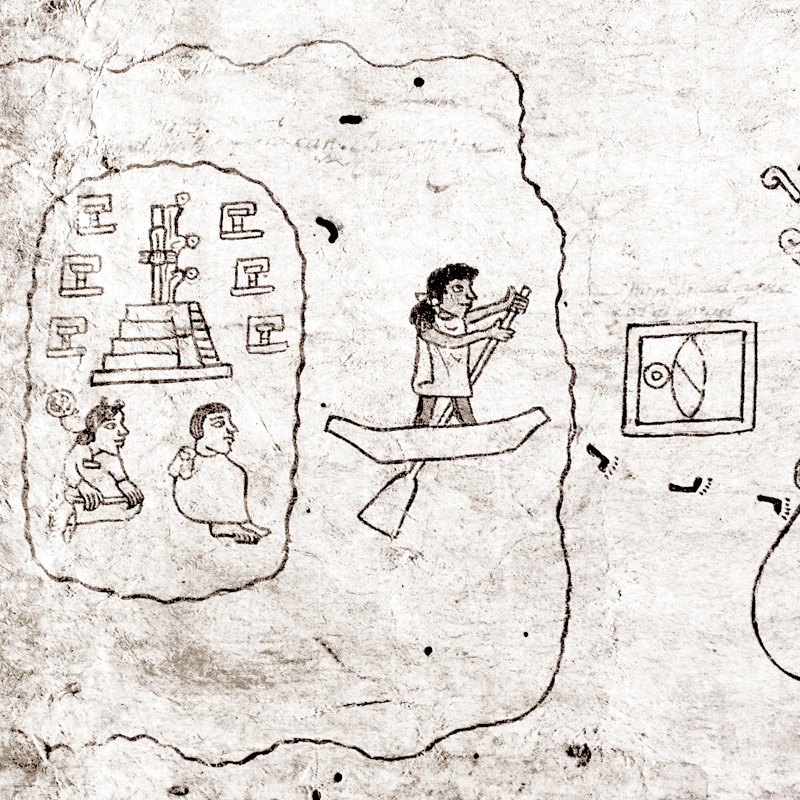
afbeelding uit de Boturini Codex (tussen 1530 en 1541)
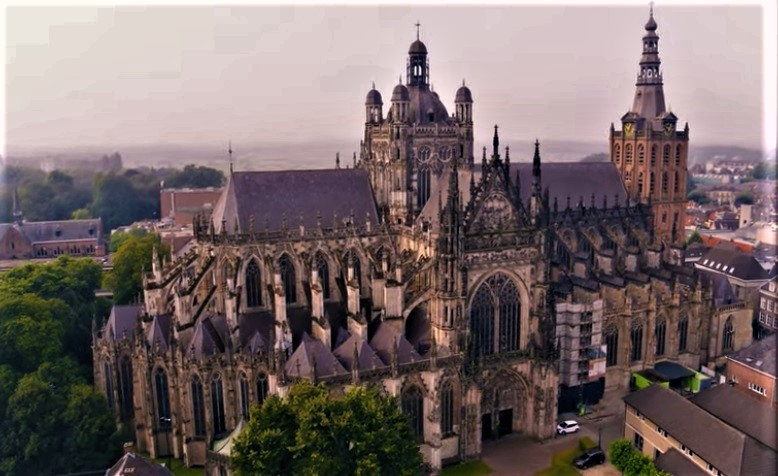
Sint-Janskathedraal, 's-Hertogenbosch (voltooid 1530)
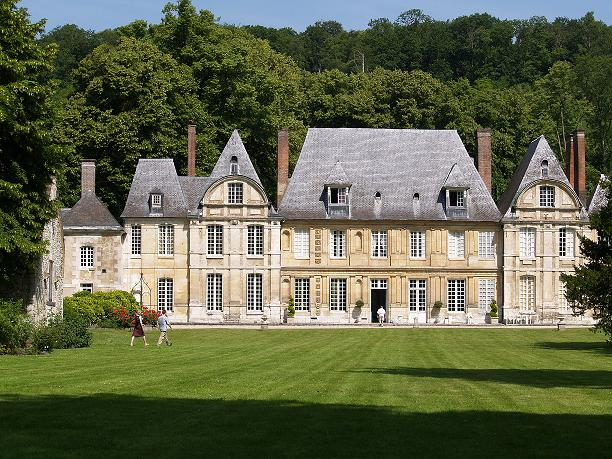
Kasteel van Le Taillis (gebouwd ca. 1530)

## Geboren
- 18 februari - Uesugi Kenshin, Japans daimyo
- 23 februari - Onofrio Panvinio, Italiaans historicus
- 11 maart - Johan Willem van Saksen-Weimar, hertog van Saksen (1554-1573)
- 17 april - Vincenzo Danti, Italiaans beeldhouwer
- 7 mei - Lodewijk I van Bourbon-Condé, Frans edelman
- 17 juni - Frans van Montmorency, Frans militair
- 20 juni - Frans Otto van Brunswijk-Lüneburg, Duits edelman
- 20 juni - Ioannes Schenckius, Duits arts
- 11 augustus - Ranuccio Farnese, Italiaans kardinaal
- 14 augustus - Giambattista Benedetti, Italiaans wiskundige
- 25 augustus - Ivan IV, grootvorst van Moskou en tsaar van Rusland (1533-1584)
- 21 oktober - Jacob Jonghelinck, Zuid-Nederlands beeldhouwer
- 1 november - Étienne de La Boétie, Frans filosoof
- 12 december - Frederik IV van Brandenburg, Duits prelaat
- Petrus van der Aa, Zuid-Nederlands jurist
- Jan van Asseliers, Nederlands bestuurder
- Willem van den Broecke, Zuid-Nederlands beeldhouwer
- Henricus Brucaeus, Zuid-Nederlands arts en wiskundige
- Pieter Damant, bisschop van Gent
- Nicolas Filleul de La Chesnaye, Frans dichter
- Juan de Herrera, Spaans architect
- Jan Kochanowski, Pools dichter
- Ralph Lane, Engels ontdekkingsreiziger
- Sebastiaan van Luxemburg, Frans edelman
- Marcus Nevianus, Zuid-Nederlands arts
- Jean Nicot, Frans diplomaat
- Bernardino Realino, Italiaans geestelijke
- Anastasia Romanovna, echtgenote van Ivan IV
- Properzia de' Rossi, Italiaans beeldhouwster
- Jan Rubens, Zuid-Nederlands politicus
- Jan Baptist van Tassis, Zuid-Nederlands staatsman
- Maximiliaan Vilain, Zuid-Nederlands edelman
- Christiaan van der Ameijden, Zuid-Nederlands zanger en componist (jaartal bij benadering)
- Jehan de Baenst, Zuid-Nederlands politicus (jaartal bij benadering)
- Jean Bodin, Frans politiek filosoof (jaartal bij benadering)
- Otto van den Boetzelaer, Zuid-Nederlands edelman (jaartal bij benadering)
- Charles de Boisot, Zuid-Nederlands edelman en geuzenleider (jaartal bij benadering)
- Louis de Boisot, Zuid-Nederlands edelman en geuzenleider (jaartal bij benadering)
- Hendrick van den Broeck, Zuid-Nederlands kunstschilder (jaartal bij benadering)
- Hans Collaert, Zuid-Nederlands graveur (jaartal bij benadering)
- Jacob van den Coornhuuse, Zuid-Nederlands kunstschilder (jaartal bij benadering)
- Gerhard Dorn, Zuid-Nederlands filosoof (jaartal bij benadering)
- Arend van Dorp, Noord-Nederlands edelman (jaartal bij benadering)
- Lieuwe van Jelgersma, Noord-Nederlands bestuurder (jaartal bij benadering)
- Robert Lawet, Zuid-Nederlands schrijver (jaartal bij benadering)
- Trijn van Leemput, Noord-Nederlands opstandelingenleidster (jaartal bij benadering)
- Claude Lejeune, Frans componist (jaartal bij benadering)
- Carl van Lennep, Zuid-Nederlands bestuurder (jaartal bij benadering)
- Nicolas Mostaert, Zuid-Nederlands beeldhouwer (jaartal bij benadering)
- William Mundy, Engels componist (jaartal bij benadering)
- Grace O'Malley, Iers zeerover (jaartal bij benadering)
- Jan Gregor van der Schardt, Nederlands-Duits beeldhouwer (jaartal bij benadering)
- Jacobus Sluperius, Zuid-Nederlands dichter (jaartal bij benadering)

## Overleden
- 8 april - François Lambert (~43), Frans kerkhervormer
- 5 juni - Mercurino di Gattinara (64), Italiaans staatsman
- 6 juni - Bonifatius IV (17), markgraaf van Monferrato
- 28 juni - Margaretha van Münsterberg (56), Silezisch edelvrouw
- 3 augustus - Filibert van Chalon (28), prins van Oranje (1502-1530)
- 3 augustus - Francesco Ferruccio (~41), Florentijns legerleider
- 6 augustus - Jacopo Sannazaro (72), Napolitaans dichter
- 29 september - Andrea del Sarto (44), Florentijns kunstschilder (vermoedelijke datum)
- 10 oktober - Thomas Grey (53), Engels edelman
- 1 november - Evert Zoudenbalch (~75), Noord-Nederlands geestelijke
- 1 december - Margaretha van Oostenrijk (50), regentes der Nederlanden (1507-1530)
- 29 november - Thomas Wolsey (~59), Brits kardinaal en staatsman
- 6 december - Frans van der Hulst (~65), Zuid-Nederlands jurist
- 13 december - Everwijn II van Bentheim (~69), Duits edelman
- 21 december - Babur (47), eerste grootmogol (1526-1530)
- 29 december - Thomas van Herentals, Zuid-Nederlands geestelijke
- Marco Basaiti, Venetiaans kunstschilder
- Noel Bauldeweyn, Zuid-Nederlands componist
- Everwijn II van Bentheim-Steinfurt (~69), Duits edelman
- Johanna van Castilië (~68), Spaans prinses
- Jan van Eynatten, Zuid-Nederlands edelman
- Karel I van Ligny (~42), Frans edelman
- Quinten Massijs, Zuid-Nederlands kunstschilder
- Andrés de Tapia Motelchiuh, hueyi tlahtoani van de Azteken
- Marco d’Oggiono (~55), Milanees kunstschilder
- Charles de Poupet, Bourgondisch staatsman
- Massimiliano Sforza (~37), hertog van Milaan (1512-1515)
- Bramantino, Italiaans kunstschilder (jaartal bij benadering)
- Eréndira, Taraskisch prinses (jaartal onzeker)
- Luis Ramírez de Lucena, Spaans dichter en schaakspeler (jaartal bij benadering)
- Jacobus III van Luxemburg-Fiennes, Zuid-Nederlands edelman (jaartal bij benadering)